# Cathédrale Saint-Dimitri de Vladimir
Cette  cathédrale n’est pas la seule cathédrale Saint-Dimitri.
La cathédrale Saint-Dimitri (en russe : Дмитриевский собор, parfois appelée aussi cathédrale de Dmitri ou de Dimitri ou de Saint-Demetrios) est une ancienne cathédrale de l'Église orthodoxe russe, située à Vladimir en Russie. Elle fait partie de la liste des monuments de Vladimir et de Souzdal qui sont classés par l'UNESCO à la liste du patrimoine mondial de l'humanité depuis 1992. Cette église est aujourd'hui ouverte au public en tant que musée.

## Histoire
Cette cathédrale est construite pour la cour princière, à l'initiative de Vsevolod III, connu aussi sous le nom de « Vsevolod le grand nid » qui rend la ville de Vladimir très prospère. Elle est consacrée en l'honneur du saint martyr Démétrios de Thessalonique.
La date exacte de construction est discutée :
- selon l'historien russe N. N. Voronine, elle fut construite de 1194 à 1197 ;
- selon des chroniques découvertes en 1990, par l'historienne T. P. Timofééva, elle daterait de 1191 ;
- mais ailleurs, il est encore fait mention, dans plusieurs chroniques, que l'icône de Saint-Dimitri aurait été ramenée de Byzance en 1197 et que c'est de cette année que daterait la construction de la cathédrale.

Au XVIe et XVIIe siècles, des transformations sont effectuées, à la suite desquelles des éléments décoratifs sont perdus.
À l'origine, la cathédrale est entourée de galeries et de tours, munies d'escaliers et reliée au palais princier. Lors de la restauration du XIXe siècle, ces éléments sont démontés.
En 1919, la cathédrale est enlevée au patrimoine de l'Église orthodoxe par les bolchéviques. La valeur de la cathédrale étant reconnue, le soin de la préserver est confié au musée de Vladimir. En 1937, commence une restauration qui se poursuit malgré la Seconde Guerre mondiale. Cela exige une attention indispensable pour assurer le maintien des décorations en pierre taillée. Depuis le milieu des années 1970, la cathédrale ne cesse d'être restaurée. Durant la période de 1999 à 2004, des produits spéciaux de protection sont utilisés, la croix sur la coupole est remplacée et un système de climatisation mis en place. Ceci permet de la rendre accessible au public, également à l'intérieur.

## Particularités architecturales

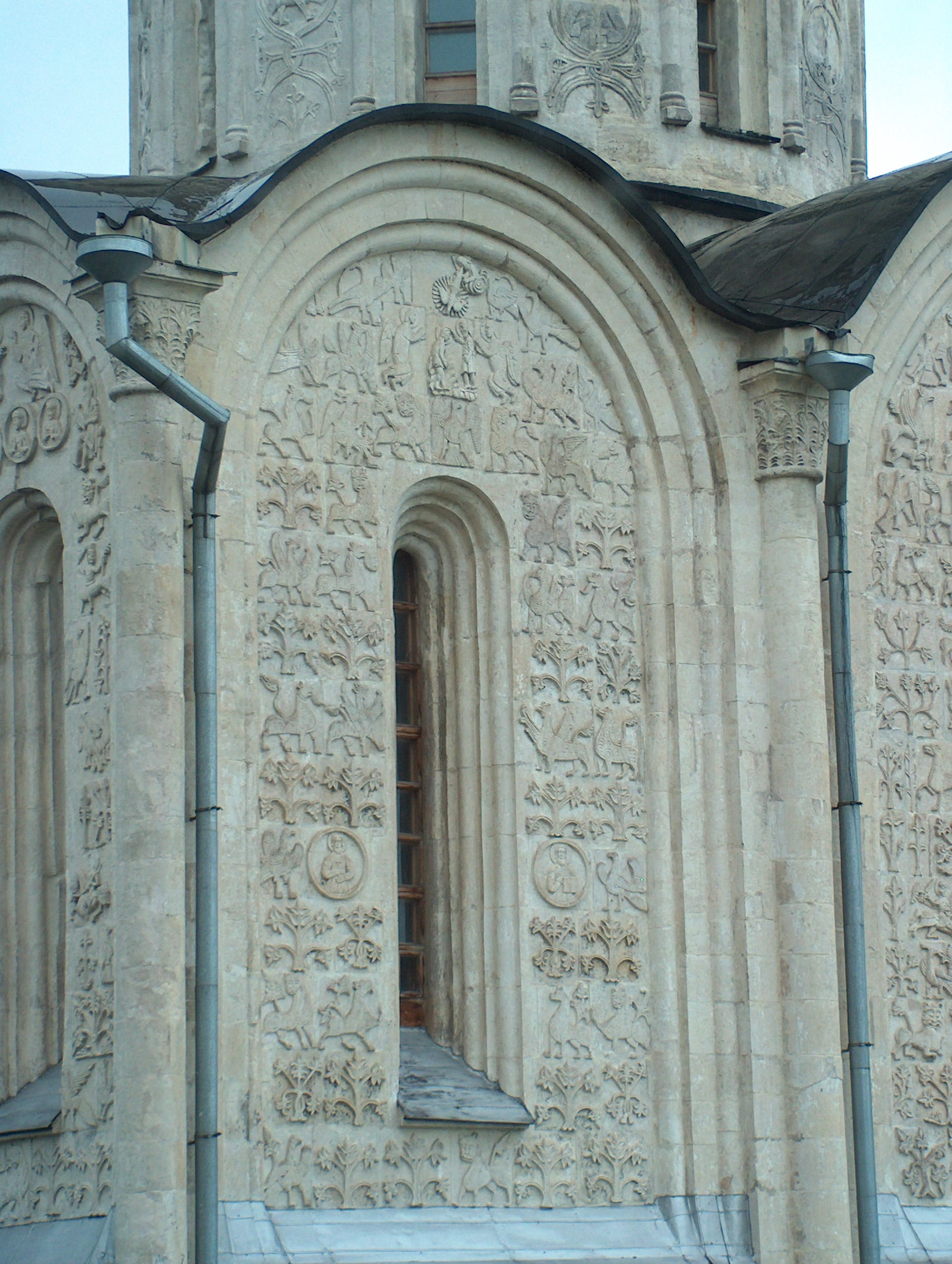
Arcade-lucarne surmontée d'un zakomar.

La cathédrale est construite sur quatre pilastres, à trois nefs dominées par une coupole. Elle forme un ensemble massif et homogène. Mais sa dimension réduite lui permet de conserver une belle légèreté.
Elle est réputée pour la beauté de ses bas-reliefs. Ceux-ci se composent d'environ six cents sujets différents, représentants des saints, des créatures mythiques ou réelles. Lors de la restauration qui eut lieu au XIXe siècle, plusieurs anciens bas-reliefs sont remplacés par de nouveaux, mais la plupart sont restés originaux. Selon l'historienne d'art, M.S. Gladkaïa, cette restauration a été réalisée parfaitement à l'identique. À l'intérieur de la cathédrale sont conservés quelques fragments de fresques du XIIe siècle et, parmi ceux-ci, des éléments de la composition du jugement dernier. La figure centrale des trois pignons est le Roi David. Le psalmiste donne la clé de la compréhension de la symbolique de la décoration des pignons : « tout ce qui vit est aimé par le Seigneur ».
L'église n'est pas très grande mais elle était conçue comme simple lieu de culte pour la famille princière.
Sur la façade sud de la cathédrale est représentée l'ascension d'Alexandre III. Cela peut paraître un peu curieux dans un bâtiment chrétien, mais c'était un thème populaire au Moyen Âge.
À l'heure actuelle, la cathédrale appartient au patrimoine du musée de plein air de Vladimir-Souzdal.

## Fresques

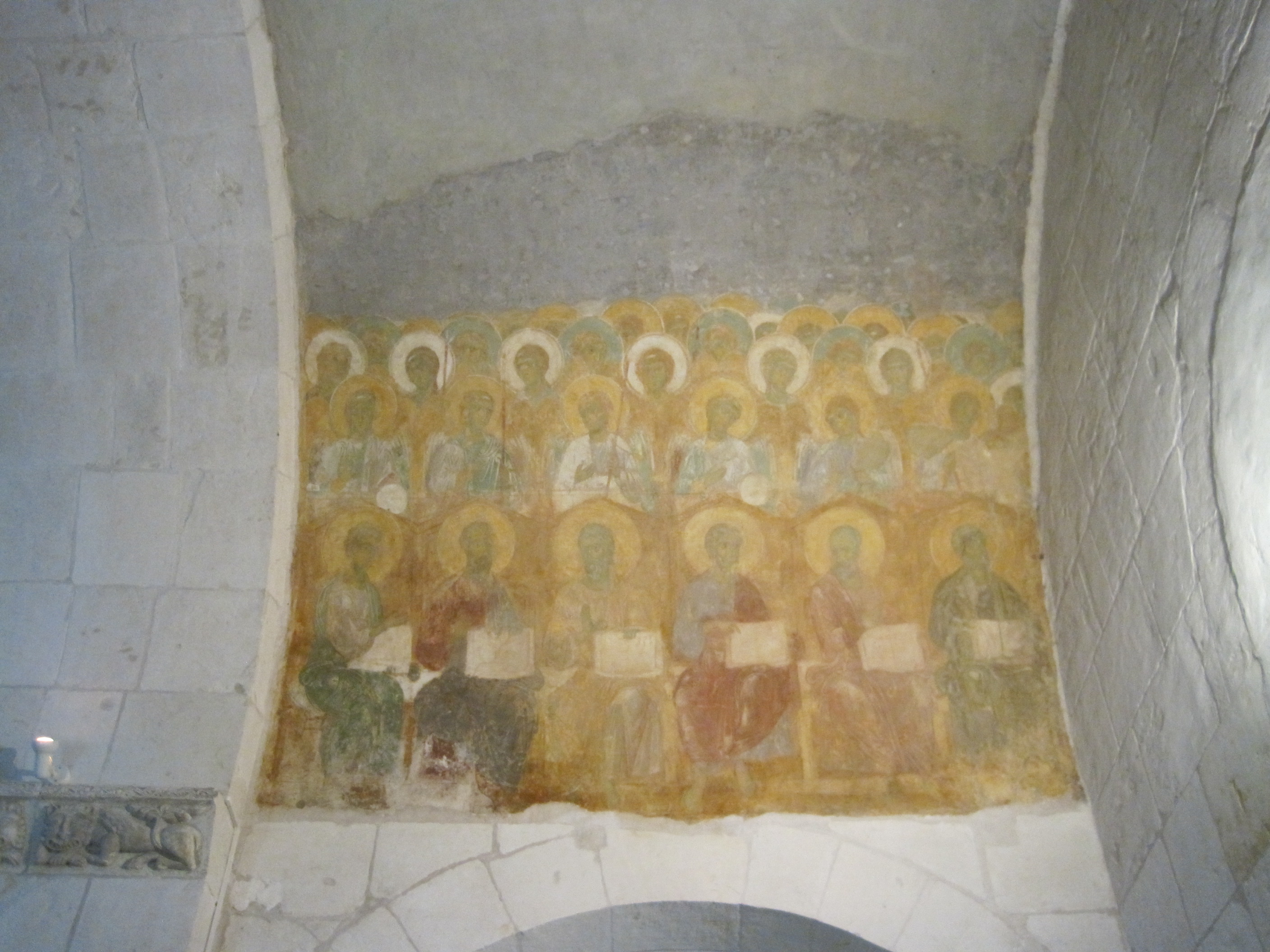
Fresques de Jugement dernier sur les voutes de Saint-Dimitri.

Comme la cathédrale voisine de la Dormition, celle dédiée à saint Dimitri est garnie sur ses voûtes d'un Jugement dernier qui date du XIIe siècle (celui de la cathédrale de la Dormition date de 1408). Les sujets sont disposés de la même manière au bas de la courbure de la voûte et présente les mêmes personnages : les apôtres derrière lesquels se tiennent des anges). L'intérieur de l'édifice de la cathédrale semble austère du fait que seules certaines fresques ont été conservées jusqu'à aujourd'hui et que les murs sont blancs.

## Voir aussi

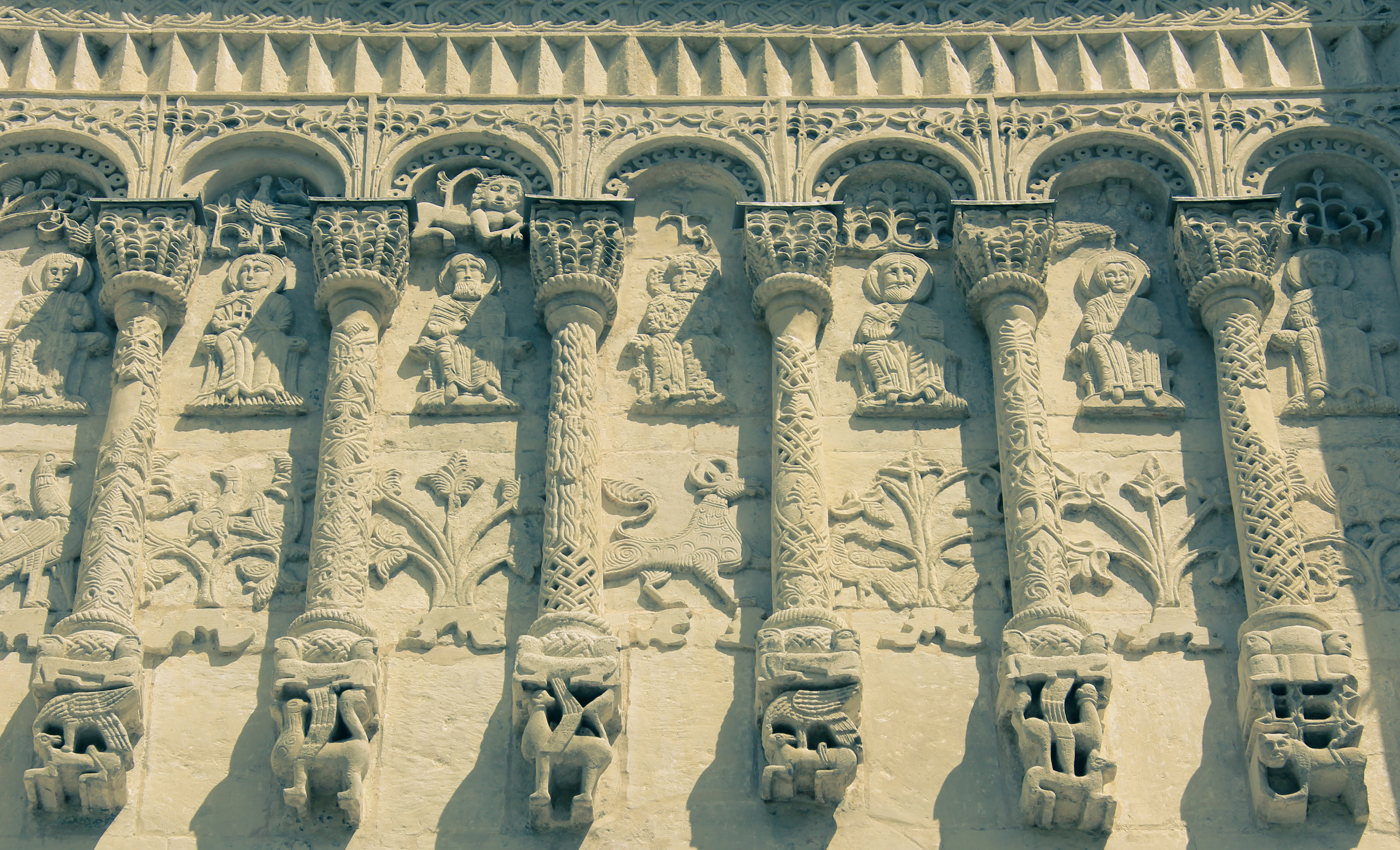
Bas-reliefs.

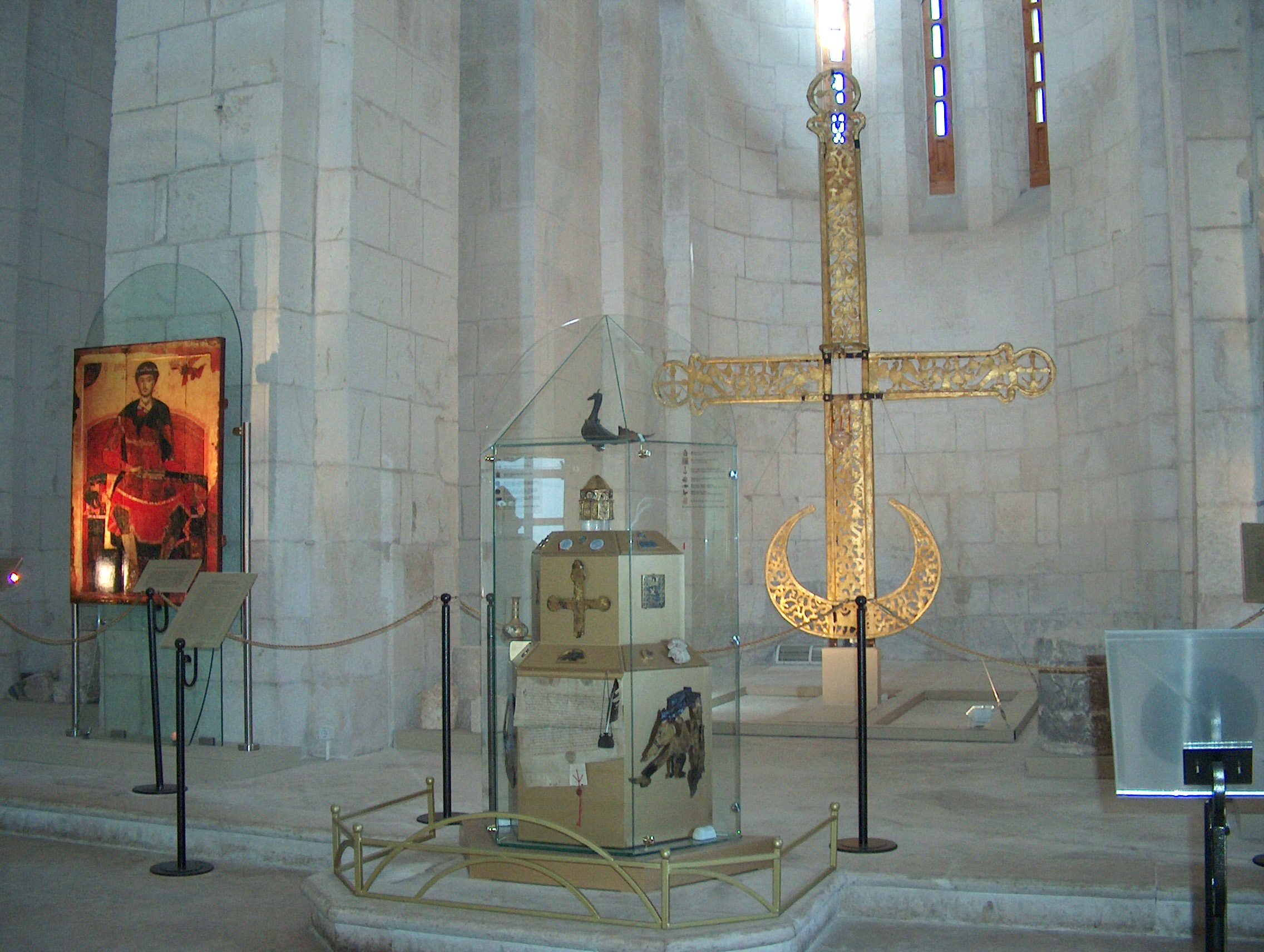
Maître-autel.

## Source
- (ru) Cet article est partiellement ou en totalité issu de l’article de Wikipédia en russe intitulé « Дмитриевский собор (Владимир) » (voir la liste des auteurs).

- (nl) Cet article est partiellement ou en totalité issu de l’article de Wikipédia en néerlandais intitulé « Demetriuskathedraal (Vladimir) » (voir la liste des auteurs).